# Alonso de Cisneros
Alonso de Cisneros (Toledo, hacia 1540 - 1597), empresario teatral, poeta, actor y dramaturgo español del Renacimiento.

## Biografía
Natural y vecino de Toledo, ingresó muy joven en la farándula de Lope de Rueda y se casó con la actriz Mariana Páez de Sotomayor, hija del comediante Pedro de Páez y de Ana Ortiz, famosa por su rutilante vestuario y sus afición a las joyas, de suerte que Lope de Vega pudo decir en un maligno soneto de ella: 
Dichos de bobo y gracias de fregona, / vestidos y alzacuellos de Mariana / trujeron a la corte a don Cisneros.
Destacó en los papeles cómicos de villano o de bobo en entremeses como El pastel, La vida toda del pródigo o Los portugueses. Fue muy influyente en Palacio, gracias al favor y protección que le dispensó el príncipe don Carlos, hasta el punto de que fue uno de los pocos comediantes que Felipe II consintió representaran ante él; el príncipe Carlos, además, se enfrentó al mismísimo cardenal Diego de Espinosa, Inquisidor General y Presidente del Consejo de Castilla, por el año 1567, porque este le había prohibido actuar en Palacio. Así lo contó Luis Cabrera de Córdoba en 1619, en su relación de las desavenencias entre el rey y su desdichado hijo:
Avía mandado que le representase vna comedia Cisneros, ecelente, representante i, por orden del Cardenal Espinosa inpedido i desterrado, no osó venir a Palacio. Indinóse contra el Cardenal, a quien sumamente aborrecía por su inperioso gobierno i gracia que tenía con el Rey, i viniendo a Palacio le asió del roquete, poniendo mano a vn puñal, i le dixo: "Curilla, ¿vos os atrevéis a mí, no dexando venir a servirrne a Cisneros? Por vida de mi padre que os tengo de matar". Del Cardenal, arrodillado i vmilde, fue detenido y satisfecho
Era el único que hacía reír al adusto Felipe II, según declara Ginés Carrillo Cerón en sus Novelas de varios sucesos (1635):
Callen todas estas gracias con las de Cisneros, que sólo salir al tablado provoca a risa, y hizo reír al Mayor Monarca del mundo, que no se reía sino a una cosa nunca vista ni oída. Estando representando en Palacio al Salomón de nuestros tiempos, hacía un alcalde, y tratando de una fiesta del Corpus cómo se avía de hacer, tomó la vara y comengó a rascarse con ella el colodrillo. El escrivano le dixo: «Mirá lo que hazéis, alcalde, con la del Rey os racáis?» A lo que respondió abriendo aquellos ojaços que tenía y dixo: «Juro a Dios, escriván, que, si me come, con el propio Rey me rasque». Su Magestad se puso los guantes en la boca, que no pudo sufrir la risa, y los circunstantes celebraron mucho el dicho.
Además hizo representaciones privadas en las casas y palacios de numerosos nobles con motivo de bodas, fiestas y natalicios, y fue repetidamente elogiado por autores como Mateo Alemán, Juan de la Cueva, Lope de Vega, Agustín de Rojas, Francisco Cascales y Cristóbal Suárez de Figueroa, quienes lo ponen a la cabeza de todas sus listas de famosos representantes.
Su actividad dramática se desarrolló entre los años 1567, en que ya era famoso, y 1595, ya que en 1597 consta en documentos como fallecido. Junto con su padre político Pedro Páez de Sotomayor ejerció su poderoso influjo ante la Corte para que se permitiera representar a las mujeres (siempre que estuviesen casadas) en los teatros, lo que logró. Creó una compañía teatral muy importante, elogiada por todos los ingenios de la época, compusieran o no teatro. Contribuyó al desarrollo espectacular de las fiestas teatrales del Corpus Christi en Madrid, Toledo y Sevilla, promovidas para ayuda de los hospitales. Es posible incluso que, como sostiene Miguel Ángel Pérez Priego, con motivo de haberle asignado esa función fija el Ayuntamiento de Madrid, Cisneros reuniera el famoso manuscrito denominado Códice de autos viejos. Pellicer le atribuye la comedia Callar hasta la ocasión, que, según otros autores, correspondería a Juan Hurtado y Cisneros.